# Associació de la Restauració d'Osaka
L'Associació de la Restauració d'Osaka (大阪維新の会, Osaka Ishin no Kai) sovint anomenada com a Partit de la Restauració d'Osaka o en anglés i pel partit com a One Osaka és un partit polític regionalista de la prefectura d'Osaka, Japó. Fundat el 2010 per l'aleshores governador Tōru Hashimoto, el seu objectiu principal és l'assoliment del projecte metropolità d'Osaka, el qual fussionaria els governs prefectural i municipal d'Osaka per tal d'així reduir duplicitats, burocràcia i despeses entre la prefectura i la ciutat d'Osaka.
És el partit polític polític majoritàri a la prefectura d'Osaka, amb majoria a l'Assemblea Prefectural d'Osaka i els Consells Municipals d'Osaka i Sakai, entre d'altres; el càrrec de governador d'Osaka des del 2010 i les alcaldies de les dues ciutats més populoses de la prefectura: Osaka i Sakai.

## Història

Resultat de les eleccions a governador de 2019. En roig, Yoshimura.

Tōru Hashimoto, advocat i personalitat televisiva, fou elegit governador d'Osaka el gener de 2008 amb el suport de la facció local del Partit Liberal Democràtic (PLD) i del Kōmeitō (KM). Tot i això, el seu suport al projecte metropolità d'Osaka i a la reducció de les 47 prefectures del Japó a unes poques grans regions autonomes va entrar en conflicte davant l'oposició frontal dels alcaldes de les ciutats d'Osaka i Sakai. Per tal de fer front a aquesta oposició i desil·lusionat per la manca d'atenció dels grans partits estatals al seu projecte, Hashimoto va anunciar la seua intenció de crear un partit regional que es centrara en l'amillorament d'Osaka.
Al febrer de 2009, el pla de Hashimoto per a adquirir l'Edifici Sakishima del Govern Prefectural d'Osaka (aleshores Osaka World Trade Center Building) i instal·lar allà el contingut de l'Edifici del Govern Prefectural d'Osaka va ser rebutjat a l'Assemblea Prefectural d'Osaka. Després d'això, un grup de sis diputats liderats per Ichirō Matsui, que tenia el suport de Hashimoto, formaren el grup parlamentari "Partit Liberal Democràtic-Grup de la Restauració" (自由民主党・維新の会). Per a l'abril de 2010, el grup va trencar totalment amb el PLD i augmentà fins als 22 membres. El partit fou oficialment enregistrat el 19 d'abril d'aquell any amb 30 diputats.
Durant les eleccions locals unificades del Japó de 2011 a l'abril, el partit va assolir una majoria absoluta a l'assemblea prefectural, restant també com el partit més votat als ajuntaments d'Osaka i Sakai. El 27 de novembre de 2011, en unes dobles eleccions sense precedents, l'aleshores Governador i President del Partit, Hashimoto, i el Secretari General Matsui, van ser elegits Alcalde i Governador d'Osaka respectivament.
Quan l'any 2012 Hashimoto i Matsui van crear el Partit de la Restauració del Japó, van indicar que el partit d'Osaka seria la seua branca local a la prefectura.
A les eleccions a l'alcaldia de Sakai de setembre de 2013, l'aleshores alcalde, Osami Takeyama, va presentar-se com a independent amb el suport del PLD i el Kōmeitō, derrotant al candidat del PRO Katsutoshi Nishibayashi. Takeyama havia accedit l'any 2009 a l'alcaldia amb el suport de Hashimoto abans de la creació del partit, però va perdre el suport d'aquest després de canviar la seua opinió en relació al projecte metropolità. Tot i que a favor de la reforma política prefectural, Takeyama no estava d'acord amb la dissolució del municipi de Sakai com exigia el projecte metropolità. Aquesta fou la primera vegada en la història del partit que un candidat seu havia perdut unes eleccions a l'alcaldia. Takeyama va rebre el 50,69 percent dels vots, quasi un set percent més que al 2009.
L'any 2015, amb Hashimoto com a alcalde d'Osaka i Matsui com a governador, el partit proposà un projecte de fusió que, si resultava aprovat, la relació política entre el govern prefectural i 24 municipis de la prefectura canviaria de manera semblant a l'organització político-administrativa de Tòquio, creant a més quatre districtes semiautònoms. Després de ser aprovada per les cambres legislatives d'Osaka i de la prefectura, el projecte fou rebutjat al referèndum de maig d'aquell any per un estret marge de menys d'un 1 percent. Després dels resultats, Hashimoto anuncià que no es presentaria a la reelecció com a alcalde a finals d'aquell any.
El partit va participar exitosament als dobles comicis (governador i alcalde d'Osaka) del 22 de novembre de 2015. A les eleccions a l'alcaldia, Hirofumi Yoshimura, antic membre de la Cambra de Representants del Japó, fou elegit pel partit com a candidat successor de Hashimoto. Yoshimura va fer campanya sobre la possibilitat de continuar amb el projecte metropolità i aconseguí un 56,4 percent dels vots emesos. A les eleccions a governador, Matsui també va fer campanya a favor del projecte metropolità i fou reelegit governador amb el 64 percent dels vots emesos. La doble victòria fou considerada com a un suport a la principal política del partit, la resurrecció del projecte metropolità després del fracás del primer referèndum.

## Organització
| President          | Vice-President | Secretari General | Vice Secretari General | Secretari Polític | Secretari d'Organització | Data             |
| ------------------ | -------------- | ----------------- | ---------------------- | ----------------- | ------------------------ | ---------------- |
| Tōru Hashimoto     |                | Ichirō Matsui     |                        | Hitoshi Asada     | Tetsuya Inoue            | Abril de 2010    |
| Tōru Hashimoto     | Tōru Azuma     | Ichirō Matsui     | Juny de 2011           | Hitoshi Asada     |                          |                  |
| Tōru Hashimoto     | Tōru Azuma     | Ichirō Matsui     | Hitoshi Iwaki          | Hitoshi Asada     | Març de 2013             |                  |
| Ichirō Matsui      | Yutaka Imai    | Ken Suzuki        | Hirofumi Yoshimura     | Hitoshi Iwaki     | Desembre de 2015         |                  |
| Ichirō Matsui      | Yutaka Imai    | Kazutomi Mori     | Hirofumi Yoshimura     | Ken Suzuki        | Maig de 2018             |                  |
| Ichirō Matsui      | Yutaka Imai    | Kazutomi Mori     | Hirofumi Yoshimura     | Ken Suzuki        | Tadashi Morishima        | Juny de 2019     |
| Ichirō Matsui      | Yutaka Imai    | Makoto Kinoshita  | Hirofumi Yoshimura     | Hitoshi Iwaki     | Tadashi Morishima        | Juny de 2020     |
| Hirofumi Yoshimura | （Vacant）     | Hideyuki Yokoyama | Kazutomi Mori          | Futoshi Okazaki   | Tadashi Morishima        | Novembre de 2020 |
| Hirofumi Yoshimura | （Vacant）     | Hideyuki Yokoyama | Kazutomi Mori          | Futoshi Okazaki   | Yūsuke Sugie             | Febrer de 2022   |

## Resultats electorals

### Eleccions aGovernador d'Osaka
| Any  | Candidat           | Vots      | %          | Resultat |
| ---- | ------------------ | --------- | ---------- | -------- |
| 2008 | Tōru Hashimoto     | 1.832.857 | 54 / 100   | Electe   |
| 2011 | Ichirō Matsui      | 2.006.195 | 54,7 / 100 | Electe   |
| 2015 | Ichirō Matsui      | 2.025.387 | 64,1 / 100 | Electe   |
| 2019 | Hirofumi Yoshimura | 2.266.103 | 64,4 / 100 | Electe   |
| 2023 | Hirofumi Yoshimura | 2,439,444 | 73,7 / 100 | Electe   |

### Assemblea Prefectural d'Osaka
| Any  | Líder              | Vots      | %      | Pos. | Diputats | +/- | Notes  |
| ---- | ------------------ | --------- | ------ | ---- | -------- | --- | ------ |
| 2011 | Tōru Hashimoto     | 1.267.695 | 40,54  | 1r   | 57 / 109 | Nou | [ 9 ]  |
| 2015 | Tōru Hashimoto     | 1.273.291 | 41,16% | 1r   | 42 / 88  | 15  | [ 10 ] |
| 2019 | Ichirō Matsui      | 1,530,336 | 50.72% | 1r   | 51 / 88  | 9   | [ 11 ] |
| 2023 | Hirofumi Yoshimura | 1,581,874 | 58.21% | 1r   | 55 / 79  | 4   |        |